# Diamphipnoa annulata
Diamphipnoa annulata is een steenvlieg uit de familie Diamphipnoidae. De wetenschappelijke naam van de soort is voor het eerst geldig gepubliceerd in 1869 door Brauer.